# Poranění oka

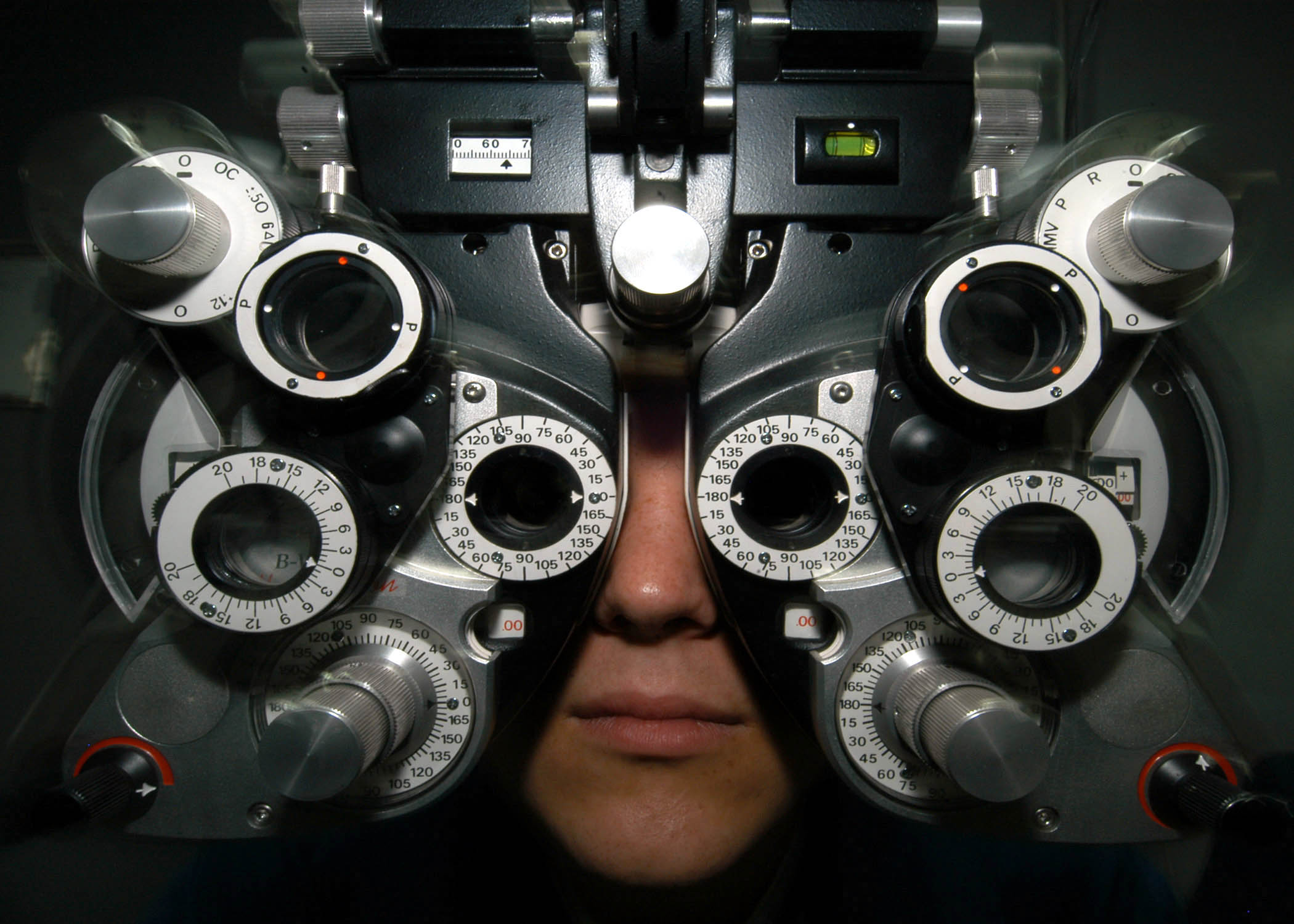
Vyšetření refrakce oka pomocí foropteru

Rozlišuje se několik základních typů poranění oka - jsou to poranění povrchová, poranění pronikající, poranění způsobená chemickými látkami a poranění světelným ozářením.

## Povrchová poranění oka

Cizí tělísko v oku

### Cizí tělísko
Nejběžnějším a poměrně častým poraněním je zanesení cizího tělíska do oka. Cizí tělísko nalézáme pod horním či dolním víčkem, odkud ho můžeme bez větších problémů vyndat. Zanedbání cizího předmětu v oku může vést k rohovkovému vředu.
ošetření:
- vyzveme poraněného, aby si oko nemnul a netřel, dále aby ho otevřel
- palcem a ukazovákem rozevřeme víčka, prohlédneme spojivkový vak stáhnutím dolního víčka
- horní víčko prohlédneme tak, že ho uchopíme za řasy, stáhneme lehce dolů, a přes přiložený palec druhé ruky víčko obrátíme nahoru
- tělísko odstraníme sterilním smotkem vlhké vaty nebo okrajem kapesníku. Nikdy ovšem tvrdým nebo nesterilním předmětem. Nikdy sami neodstraňujeme zaseknutá tělíska !

### Oděrka rohovky
Oděrka rohovky je dalším běžným zraněním. Způsobuje značnou bolest a postižený oděrku většinou vnímá jako cizí tělísko pod víčkem.
ošetření:
- oko vykapeme antibiotickými kapkami; při větším poranění použijeme obvaz, který zajistí oku klid a rychlejší uzdravení
- oděrky se hojí rychle, rohovka disponuje rychlou regenerací

### Zhmoždění bulbu

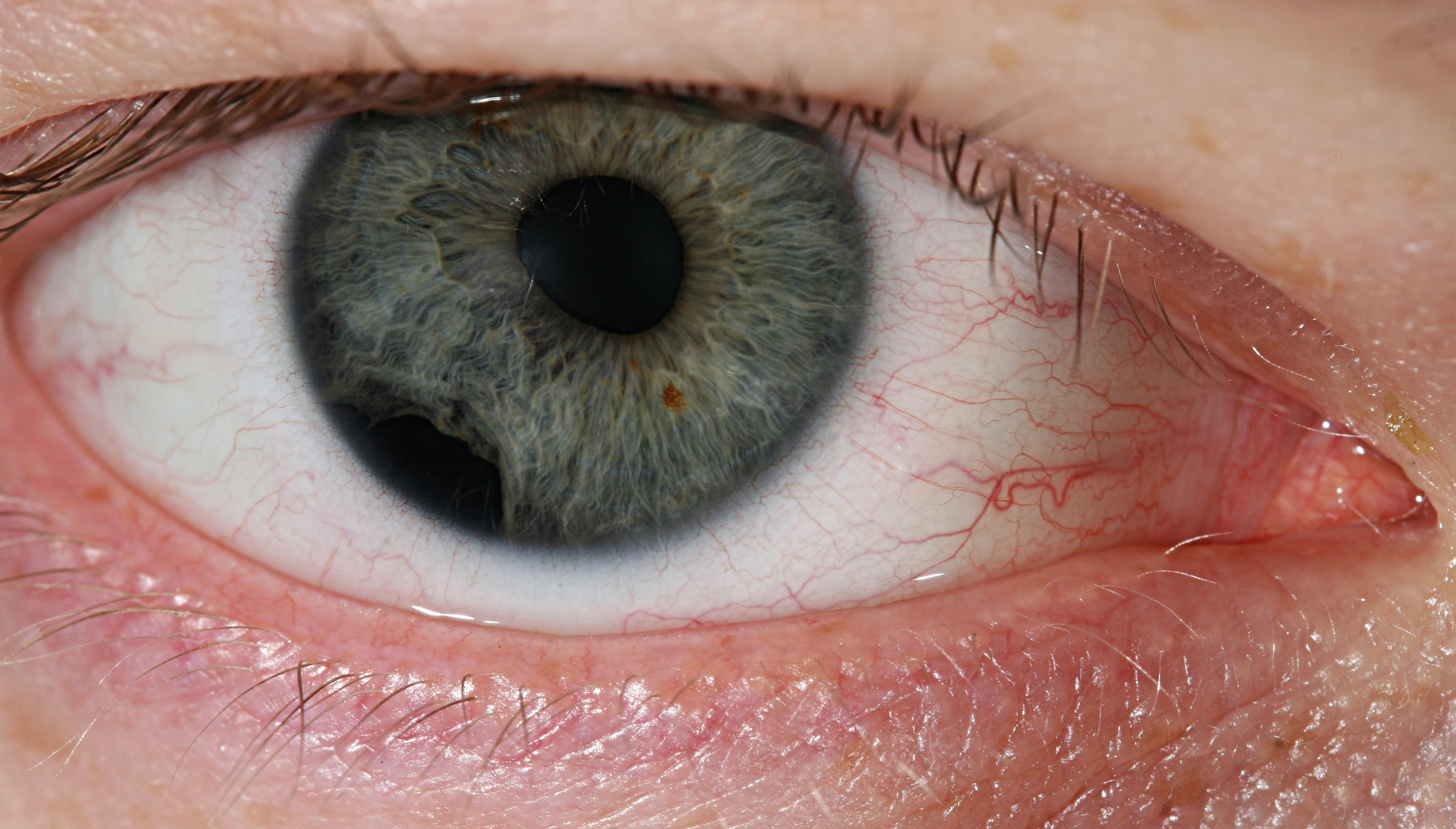
Částečně utržená duhovka s ochrnutým očním nervem.

Zhmoždění bulbu bývá provázeno krvácením pod spojivky či oděrkou rohovky. Někdy může zraněný vidět hladinku. Může se vstřebat bez následků, tupý úder ovšem může porušit závěsný aparát čočky, a tím jí vychýlit ze správné polohy. Pokud čočka vyšine úplně, jedná se o luxaci čočky. Při těžkém zhmoždění může dojít až k prasknutí vazivové stěny oka, a tím k vyhřeznutí nitroočního obsahu. To vede ke slepotě.

## Pronikající poranění
Tato poranění vznikají ostrým nebo prudce letícím tělesem, který často uvázne v oku. Při proděravění rohovky může dojít k jejímu výhřezu. Zanedbání nitroočního předmětu v oku vede povětšinou ke ztrátě oka. Kov se v oku může rozpouštět a tím způsobit řadu komplikací. Hrozí také nebezpečí zánětu (zvláště při vniknutí dřeva), proto je nutné ošetření antibiotiky - jak lokálně, tak celkově. U všech pronikajících poranění bulbu pamatujeme na nebezpečí sympatické oftalmie, kdy dochází ke ztrátě druhého, zdravého oka.

## Poranění chemickými látkami

### Poleptání
Poleptání oka působí kyseliny a zásady proniknuvší do oka. Míra poškození oka závisí na druhu látky, její koncentraci, množství, délce působení a teplotě. Lehčí poleptání způsobí zčervenání spojivky, rohovkový epitel se sloupne - vzniká erose. Časté je poškození vápnem či maltou. Speciálním typem je poškození vysokými teplotami či elektrickým proudem, které může vyvolat zkalení čočky.
ošetření:
- velmi důležitý je včasný výplach oka. Kyseliny jdou výplachem odstranit velmi dobře, louhy o poznání hůře, jeho účinek je dlouhodobý a skutečný rozsah poškození se objeví až po pár dnech.
- pokud poškození způsobí pevná látka, pod víčky často nalézáme její zbytky. Tyto zbytky je nutné odstranit již v rámci první pomoci, protože délka působení látky má závažný dopad na rozsah poranění

### Intoxikace - otrava methanolem
Z požitého methanolu v lidském těle vzniká vysoce toxický formaldehyd. Kromě poškození jiných orgánů dochází ke zničení gangliových buněk sítnice a k degeneraci zrakového nervu. Celkové příznaky otravy se dostaví během několika minut, jsou to zejména slabost, zvracení, odpor k jídlu, bolesti v zádech a končetinách. V závislosti na dávce methanolu dochází k poškození zraku (skvrna před očima) či úplné slepotě.